# آتش خودی

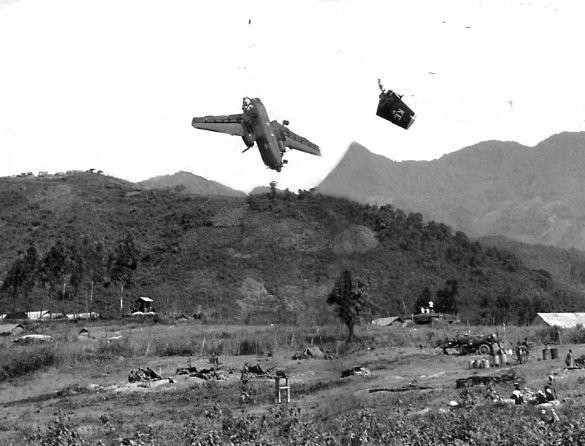
یک هواپیمای سی۷ کاریبو که در حالی که به کمپ نیروهای ویژه ایالات متحده نزدیک می شد مورد هدف هویتزر ۱۵۵ م م قرار گرفت.دم آن کنده شد و هواپیما سقوط کرد.

به گلوله ای که براثر آن نیروهای خودی یا نیروهای هم‌پیمان به‌صورت اتفاقی یا اشتباهی کشته یا زخمی شوند اصطلاحاً آتش خودی یا آتش دوستانه (انگلیسی: Friendly fire) گفته می‌شود.
آتش خودی نوعی از تلفات جانبی است که در آن آسیب، ناخواسته و در پی شلیک‌ها و حملات به نیروهای خودی وارد می‌شود.
تلفات بر اثر آتش خودی ممکن است به خاطر شناسایی اشتباه هدف به عنوان دشمن، یا بر اثر بی‌دقتی یا اشکالات فنی رخ بدهد.
تلفات حین تمرین نظامی نیروهای خودی، برای نمونه در جریان تمرینی موسوم به خشم شب، جزئی از تلفات آتش خودی به‌شمار نمی‌آید.
اثرات آتش خودی تنها مادی نیست بلکه تأثیر منفی زیادی بر روحیه سربازان دارد. در صورت بروز چنین وضعیت یا ادامه آن، نیروهای نظامی ممکن است شایستگی فرمانده خود را زیر سوال ببرند.
به طور معمول، شناسایی علل آتش خودی و جلوگیری از تکرار حادثه از طریق آموزش، تاکتیک‌های مختلف و بهبود فناوری در زمره تلاش‌هایی است که فرماندهان نظامی پس از بروز چنین رویدادهایی در پیش می‌گیرند.